# Сатико (принцесса)
Сатико, принцесса Хиса (яп. 久宮祐子内親王 Хиса-но-мия Сатико-найсинно:), род. 10 сентября 1927 — 8 марта 1928) — член императорского дома Японии, вторая дочь 124-го японского императора Хирохито и императрицы Кодзюн, старшая сестра 125-го императора Акихито и тётя правящего с 2019 года 126-го императора Нарухито. Умерла в младенчестве. В честь принцессы был учреждён «Мемориальный фонд защиты детей покойной принцессы Сатико Хиса-но-мия», посвящённый созданию организаций по защите прав младенцев во всем мире.

## Биография
Девочка родилась 10 сентября 1927 года в 4:42 утра во дворце Акасака в Токио. Являлась вторым ребенком из семи детей японского императора Хирохито и императрицы-консорт Кодзюн из рода Куни-но-мия. По отцу девочка была внучкой бывшего императора Ёсихито и его жены Тэймэй из рода Фудзивара. По матери девочка была внучкой Куни-но-мия Куниёси и Симадзу Тикако. При рождении рост Сатико составлял 50,8 см, а вес — 3300 граммов. 
16 сентября в 9 часов утра была проведена церемонии купания (яп. 浴湯の儀). В 11 часов того же дня была проведена церемония наречения имени (яп. 命名の儀), на которой девочке даровали титул «Хиса-но-мия» и имя «Сатико». 

### Болезнь и смерть
Утром 27 февраля 1928 года у принцессы внезапно поднялась температура. По мнению врачей, принцесса заболела фарингитом  после перенесённой экземы. Празднование Нового года было отложено, и за принцессой стали ухаживать императрица и придворные медики. 1 марта императорский дворец официально выпустил объявление о болезни принцессы. По мнению врачей, болезнь не угрожала её жизни. 4 марта в 21:00 у Сатико снова поднялась температура до 39°С. Она была в критическом состоянии, и было высказано подозрение, что у принцессы начался сепсис. Императрица и придворные дамы не спали всю ночь и ухаживали за ней. В то же время у императора также поднялась температура до 39°С, однако это было связано с простудой. Несмотря на это, он также навещал принцессу. К полудню 5 марта физическое состояние принцессы улучшилось, однако на следующий день температура снова поднялась. 6 марта в 10:23 император навестил принцессу и пробыл с ней около 10 минут. На этот день было назначено проведение мероприятий по случаю дня рождения императрицы, однако все они были отменены. Принцу Куни Куниёси и его супруге Тикако Симадзу, родителям императрицы Кодзюн, которые остановились в Атами, было приказано вернуться в Токио к полуночи. Императорская семья посещала храмы, где они молились за выздоровление принцессы.
7 марта в 16:00 у принцессы диагностировали распространение сепсиса. 8 марта к 3:30 утра она уже находилась в критическом состоянии. В 3:38 Сатико скончалась во дворце Акасака.

## Память
8 марта мэр города Тайчжун направил от имени граждан телеграмму с выражением соболезнований в связи с кончиной принцессы.
Согласно указу Министерства образования № 14 от 21 августа 1900 года, 9 марта был поднят траурный флаг, сообщающий о смерти принцессы. В выпуске газеты «Оаса» от 9 марта была сделана опечатка в названии статьи «О смерти принцессы и императрицы», сообщающая не только о смерти принцессы, но и императрицы.
10 марта посольства и миссии всех стран в Токио получили уведомление о смерти. Помимо этого, секретарь министра иностранных дел направил телеграммы начальникам дипломатических учреждений за границей, в которых сообщалось о дате и месте похорон.
13 марта состоялись похороны Сатико на кладбище Тосимагаока. Главным плакальщиком был Яхати Каваи, являющийся членом внутренней администрации императорского двора. В 14:20 в школах были проведены церемонии поклонения в честь похорон принцессы.
19 марта император и императрица в сопровождении старшей сестры Сатико, Сигэко, посетили кладбище и выразили свое почтение могиле Сатико. Чтобы справиться с потерей дочери, императрица приобрела куклу такого же веса. В своей комнате она установила небольшую полку, на которую поставила фотографию принцессы в чёрной рамке и каждый день клала цветы. Императрица также даровала грант ассоциации Кэйфукукай. На данные деньги ассоциация учредила «Мемориальный фонд защиты детей покойной принцессы Сатико Хиса-но-мия», посвященный созданию учреждений по защите прав младенцев во всем мире.
В своем дневнике от 10 сентября 1939 года принцесса Сигэко вспоминала день рождения Сатико.

## Комментарии
1. ↑  Когда в императорской семье рождается ребенок, во дворце проводится церемония купания с целью изгнания злых духов[6].
2. ↑  Приставка «-но-мия» обозначает начало нового ответвления императорской семьи[7].